# Saintfield
Saintfield (en gaèlic irlandès Tamhnaigh Naomh, que vol dir "camp sagrat", anglicitzat Tawnaghneeve) és una vila d'Irlanda del Nord, al comtat de Down, a la província de l'Ulster. Està a mig camí entre Belfast i Downpatrick a la carretera A7. Tenia una població de 3.381 habitants segons el cens del 2011. La població de Saintfield es compon sobretot de persones que treballen al sud i centre de Belfast, que està a uns 11 quilòmetres de distància. La població dels voltants és majoritàriament agrària.
La carretera B6 corre d'est a oest a través de l'A7, i a l'oest d'aquest encreuament hi ha el carrer principal que condueix cap a Lisburn i Ballynahinch, i a l'est es troba Station Road que condueix cap a Killyleagh.

## Demografia
Saintfield és classificada com a assentament intermitjà per la NI Statistics and Research Agency (NISRA) (i.e. amb una població entre 2.250 i 4.500 habitants).
El dia del cens hi havia 3.381 habitants vivint a Saintfield. D'ells:
- 19,48% tenen menys de 16 anys i el 21,83% en tenen més de 60,
- 48,4% de la població és masculina i el 51,6% és femenina,
- 26,32% eren catòlics irlandesos i el 65,48% eren Protestants. Per a més detalls de la demografia de Saintfield's vegeu: NI Neighbourhood Information Service
- En 1837 la població de l'àrea de Saintfield era de 7.154 habitants dels quals 1.053 vivien a la vila.[2]

## Història
Saintfield era originalment un assentament del segle xvii, del qual en sobreviu a l'església parroquial. La forma actual vila de Saintfield es remunta a principis del segle xviii i a l'establiment de les fàbriques de roba de llit i altres oficis de la família Price. El poble tenia una sèrie de molins de farina de blat de moro i de lli, les restes són visibles avui en dia, i ha conservat una tradició de fabricació tèxtil a través de Saintfield Yarns. La importància arquitectònica i històrica del centre de la ciutat es reflecteix en la seva designació com zona de conservació el 1997.

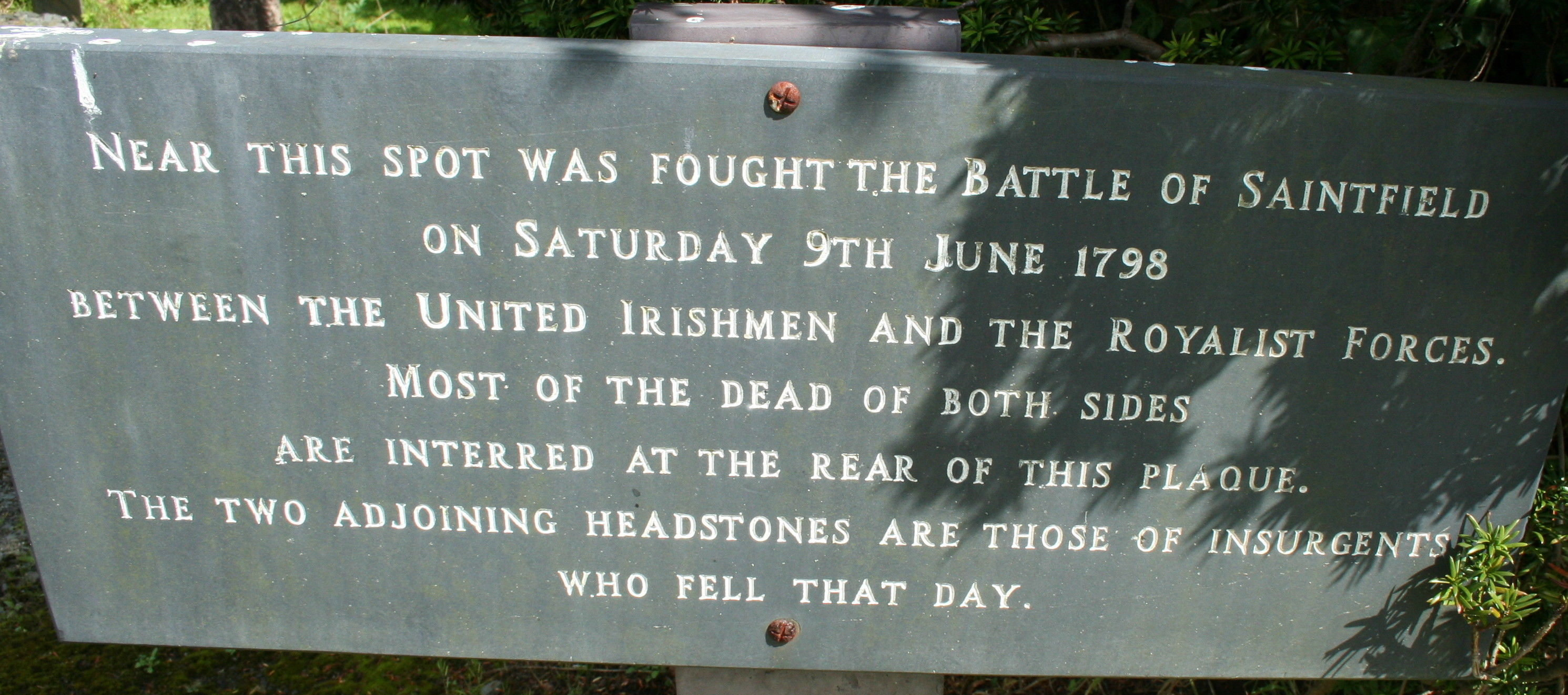
Placa dels Irlandesos Units a Saintfield

La Societat dels Irlandesos Units va organitzar la rebel·lió irlandesa de 1798, que es va iniciar a Leinster i es va estendre ràpidament a l'Ulster. Els Irlandesos Units havia estat fundats en 1791 pels protestants liberals a Belfast. El seu objectiu era unir catòlics i protestants i convertir Irlanda en una república independent. Encara que la seva participació en el Sud era majoritàriament catòlica, la majoria dels seus dirigents i afiliats al nord-est d'Ulster eren presbiterians protestants.
El 9 de juny de 1798 una força britànica va ser emboscada en un bosc prop de Saintfield. Prop de 100 homes van ser assassinats i els Irlandesos Units van sortir victoriosos. Les làpides dels homes que van morir en aquesta batalla es poden veure a prop del riu a la part inferior del cementiri la primera Església Presbiteriana.
Durant el "conflicte d'Irlanda del Nord", molta gent del sud de Belfast, Malone i Stranmillis deixaren la ciutat a causa dels disturbis socials i s'instal·laren a Saintfield i les zones del voltants.

## Personatges il·lustres
- Thomas Beattie, diputat de la Cambra dels Comuns del Canadà, nascut a Saintfield
- Brian Faulkner, Primer Ministre d'Irlada del Nord, morí en un accident de cacera vora Saintfield
- Francis Hutcheson, filòsof i mestre nascut a Drumalig
- William David Kenny, nascut el 1899 a Saintfield, guardonat amb la Creu Victòria pel seu valor a l'Índia en 1918.
- Ewan McHenry, compositor de música folk, de Saintfield